# Diaspora Platform Suriname
Het Diaspora Platform Suriname is een Nederlands-Surinaamse diasporaorganisatie die zich richt herstel van samenwerking tussen beide landen. Het heeft het Nederlands Diaspora Medisch Team als werkarm.
Het Diaspora Platform Suriname werd in 2020 of 2021 opgericht en richt zich op het herstel van de samenwerking tussen Nederland en Suriname en de verbetering van de gezondheidszorg in Suriname.
De werkarm Nederlands Diaspora Medisch Team (DMT) begon als eerste met het uitvoeren van van niertransplantaties, vanwege de vele Surinaamse nierpatiënten die gebonden zijn aan drie dialyses per week van vier uur. Het team is een samenwerking van artsen en verpleegkundigen uit Nederland en Suriname. Daarnaast is het nodig dat Surinamers met nierfalen een nierdonor in de familie vindt. De operaties vinden plaats in het Academisch Ziekenhuis Paramaribo en het Sint Vincentius Ziekenhuis.
Vanuit Nederland nemen het Amsterdam UMC, Erasmus MC, Haaglanden Medisch Centrum en UMC Groningen deel, elk vanuit hun eigen specialisme. Na de start met niertransplantaties staat ook samenwerking in andere specialismen op de planning.